# Coloana lui Nelson

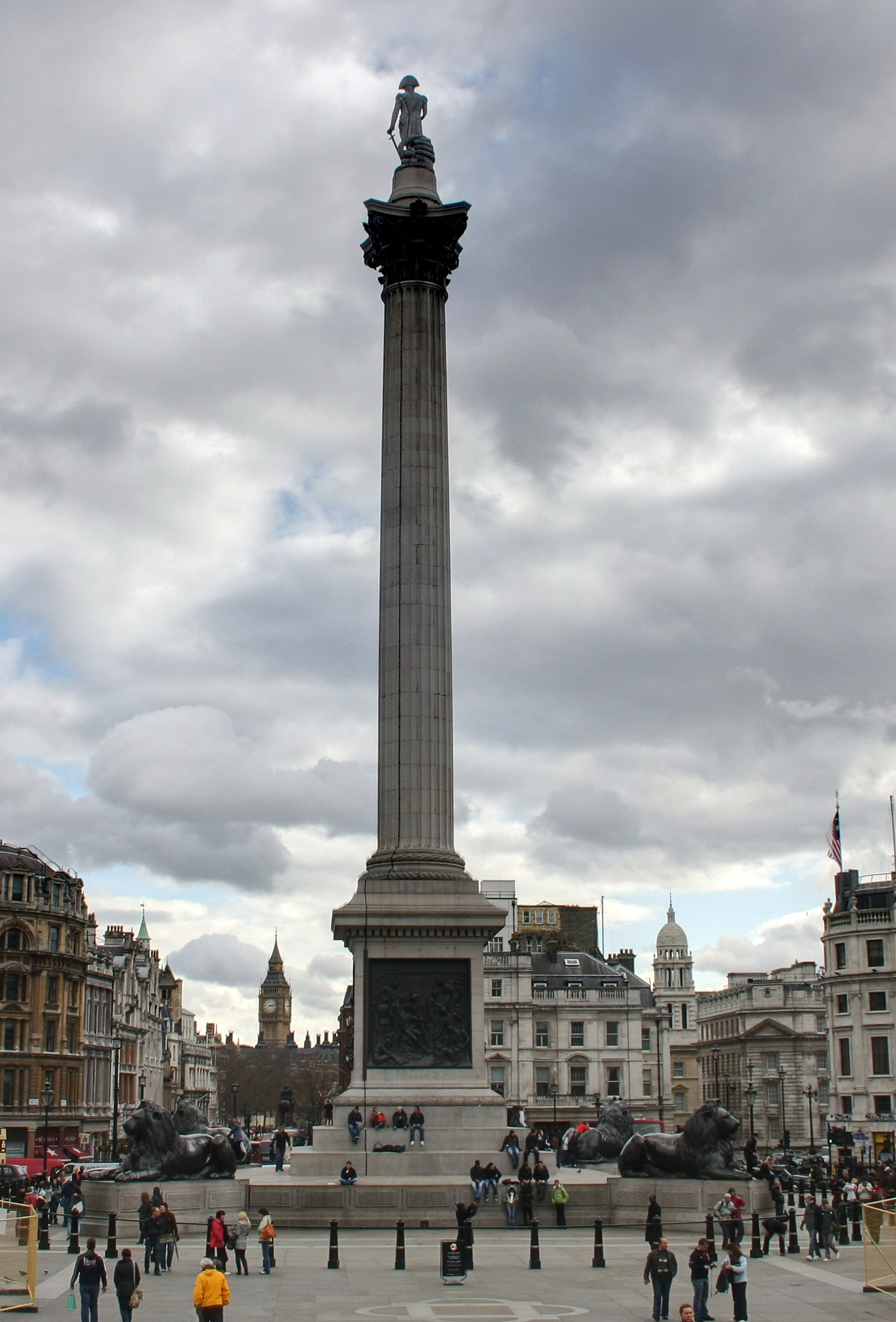

Coloana lui Nelson este un monument aflat în Piața Trafalgar construit în memoria Amiralului Horatio Nelson, care a murit în Bătălia de la Trafalgar din 1805. A fost construit în perioada 1840 - 1843 după un proiect relizat de arhitectul William Railton și a costat 47.000 £.